# Казаца
Каза̀ца (на италиански: Casazza; на ломбардски: Casassa, Казаса) е малкло градче и община в Северна Италия, провинция Бергамо, регион Ломбардия. Разположено е на 349 m надморска височина. Населението на общината е 4074 души (към 2017 г.).